# AllAdvantage
AllAdvantage fue una empresa de publicidad en Internet que se posicionó como el primer "infomediario" del mundo al pagar a sus usuarios/miembros una parte de los ingresos publicitarios generados por sus hábitos de navegación en línea.Se hizo más conocida por su eslogan "Get Paid to Surf the Web" ("Te pagan por navegar por la web"), una frase que desde entonces se ha vuelto sinónima de una amplia gama de sistemas de reparto de ingresos por publicidad en línea.

## Historia
AllAdvantage fue lanzada el 31 de marzo de 1999 por Jim Jorgensen, Johannes Pohle, Carl Anderson y Oliver Brock.Durante sus casi 2 años de operación, recaudó cerca de 200 millones de dólares en capital de riesgo y creció a más de 10 millones de miembros en sus primeros 18 meses de funcionamiento.La práctica de la empresa de compensar a los miembros existentes por referir a nuevos miembros la llevó a convertirse en uno de los sitios web más promocionados de su tiempo.En 1999, la empresa tenía más de 4 millones de miembros en todo el mundo, en más de 240 países, habiendo entregado más de 4 mil millones de anuncios solo en el mes de noviembre de ese año.Esa popularidad se reflejaba en el posicionamiento de AllAdvantage.com entre los 20 principales de muchos índices de tráfico web durante la mayor parte de la existencia de la empresa, incluyendo Nielsen/NetRatings. Ese método de promoción también llevó a que la empresa fuera duramente criticada por su incapacidad inicial para evitar que sus miembros enviaran spam con el fin de obtener ingresos adicionales por referencias.Con el tiempo superó muchos de esos problemasy los ejecutivos de la empresa estuvieron profundamente involucrados en propuestas legislativas contra el spam, incluyendo la primera ley antispam aprobada por la Cámara de Representantes de los Estados Unidos.
AllAdvantage finalmente fue víctima de la fuerte caída en el gasto publicitario tras el estallido de la burbuja puntocom y la entrada de la economía estadounidense en un período de recesión a mediados del año 2000. AllAdvantage había planeado una oferta pública inicial de acciones a principios de 2000, respaldada por el banquero de inversiones Frank Quattrone de la firma Credit Suisse First Boston.A medida que el mercado de OPI se deterioraba a lo largo de mediados de 2000, los planes de la oferta fueron cancelados. La empresa continuó buscando nuevas fuentes de ingresos y amplió sus servicios para incluir sorteos.Finalmente, la compañía detuvo sus operaciones orientadas al consumidor en febrero de 2001. Para cuando cerró sus puertas, había pagado más de 160 millones de dólares a sus miembros.

## Aportes a la industria
AllAdvantage aportó varios conceptos duraderos al mercado en línea. Por ejemplo, AllAdvantage fue una de las primeras implementaciones del concepto de infomediarioen llegar a un mercado masivo. El concepto de infomediario fue sugerido por primera vez por los consultores de McKinsey y profesores John Hagel III y Marc Singer en su libro NetWorth.(Hagel y Singer eventualmente se convirtieron en asesores informales de la empresa).
El software Viewbar de la empresa fue una de las primeras tecnologías de seguimiento de usuarios en el escritorio y de segmentación publicitaria. El Viewbar mostraba anuncios en una ventana de aplicación estrecha que podía acoplarse en la parte superior o inferior de la pantalla del usuario, segmentando esos anuncios según el contenido que el usuario visualizaba mientras navegaba por sitios web. Las mismas tecnologías, sin el permiso de los usuarios ni compensación monetaria, se convirtieron en la base de las industrias del adware y el spyware.
La empresa también nombró al primer Director de Privacidad Corporativo del mundo, creando el cargo como un puesto ejecutivo de alto nivel responsable de proteger la privacidad y seguridad de los datos de los usuarios y de gestionar una variedad de riesgos y amenazas a la integridad del servicio.La compañía designó al abogado especializado en privacidad Ray Everett-Church para el nuevo cargo en agosto de 1999, lo que dio inicio a una tendencia que rápidamente se extendió entre las grandes corporaciones, tanto en línea como fuera de línea. Para 2001, la organización de investigación sin fines de lucro Privacy and American Business informó que un número significativo de empresas de la lista Fortune 500 había designado ejecutivos de alto nivel con el título o función de Director de Privacidad.Para 2008, la International Association of Privacy Professionals afirmaba tener más de 5000 directores de privacidad u otros ejecutivos de privacidad como miembros.
AllAdvantage es quizás más recordada por su exitosa adaptación del concepto de "marketing viral", un término acuñado por primera vez por la firma de capital de riesgo Draper Fisher Jurvetson. En el marketing viral, los miembros del servicio lo promocionan entre sus amigos y conocidos, algo que AllAdvantage mejoró añadiendo un componente de compensación, recompensando a los usuarios por la cantidad de miembros que lograban referir con éxito. En un artículo de mayo de 2000 para la revista Red Herring, Steve Jurvetson citó a AllAdvantage como un ejemplo destacado del éxito del marketing viral.
En un artículo, un exejecutivo de AllAdvantage también señaló que, aunque la empresa no sobrevivió, el enfoque de marketing conductual que la compañía fue pionera en desarrollar sigue siendo un componente importante de muchos negocios en el ámbito del marketing y la publicidad en línea.

## Abuso por parte de los usuarios
Muchos de los primeros usuarios de AllAdvantage intentaron utilizar técnicas de spam para aumentar artificialmente su número de referidos.En los primeros meses tras el lanzamiento de la empresa, los proveedores de servicios de correo electrónico y los servicios antispam identificaron los correos electrónicos que hacían referencia a AllAdvantage como spam, lo que resultó en bloqueos generalizados. Poco después de contratar al experto en antispam Ray Everett como Director de Privacidad de la empresa, se implementaron cambios significativos en las políticas de promoción de afiliados y referidos, incluyendo un sistema que permitía reportar y eliminar más rápidamente las cuentas que realizaban spam.Para el año 2000, los volúmenes reportados de spam relacionado con AllAdvantage se habían reducido significativamente.
AllAdvantage también fue blanco de otras actividades fraudulentas, como intentos de simular la navegación por Internet para acumular créditos.Estas técnicas se basaban en la forma en que el "Viewbar" de AllAdvantage registraba el tiempo que los usuarios pasaban navegando activamente por la web, mediante la detección de qué aplicaciones estaban "en foco", así como los movimientos del teclado y el mouse.En un intento por defraudar a la empresa, se crearon varias aplicaciones del lado del cliente que intentaban simular la interactividad asociada a la navegación, incluyendo "MyAdvantage" y "AllMouse".
Inicialmente, dichas aplicaciones lograban simular con éxito las 20 horas de navegación requeridas por usuario; sin embargo, su impacto negativo en la empresa fue limitado por varias razones: su uso estaba restringido a relativamente pocos "aficionados hackers"; los usuarios fraudulentos no recibían una compensación directa más allá del tiempo mínimo de navegación establecido, mientras que la empresa recibía ingresos publicitarios basados en los tiempos de navegación promedio de toda su base de usuarios.El software de AllAdvantage se actualizaba con frecuencia mediante algoritmos de detección derivados del análisis de muchos de estos simuladores, y podía marcar cuentas de navegación "sospechosas" para retener cualquier pago, al mismo tiempo que daba a los usuarios la apariencia de seguir acumulando sus horas fraudulentas.

## Empresas derivadas
El 20 de noviembre de 2006, se informó que varios fundadores de AllAdvantage estaban reincorporando el negocio como una nueva empresa (ahora desaparecida)llamada AGLOCO (siglas de "A Global Community").